# Togo aux Jeux olympiques d'été de 1992
Le Togo avait un athlète en compétition aux Jeux olympiques d'été de 1992 à Barcelone,en Espagne.Six concurrents, tous des hommes, ont pris part à cinq épreuves dans deux sports

## Concurrents
Voici la liste du nombre de concurrents aux Jeux
| Sport      | Hommes | Femmes | Total |
| ---------- | ------ | ------ | ----- |
| Athlétisme | 4      | 0      | 4     |
| Cyclisme   | 2      | 0      | 2     |
| Total      | 6      | 0      | 6     |

## Athlétisme
Hommes
Événements sur piste et sur route
| Athlète                                                                 | Événement        | Chaleur  | Chaleur | Quart de finale | Quart de finale | Demi-finale    | Demi-finale    | Final          | Final          |
| Athlète                                                                 | Événement        | Résultat | Rang    | Résultat        | Rang            | Résultat       | Rang           | Résultat       | Rang           |
| ----------------------------------------------------------------------- | ---------------- | -------- | ------- | --------------- | --------------- | -------------- | -------------- | -------------- | -------------- |
| Kossi Akoto                                                             | 400 m            | 46,97    | 6       | n'a pas avancé  | n'a pas avancé  | n'a pas avancé | n'a pas avancé | n'a pas avancé | n'a pas avancé |
| Boevi Lawson (en)                                                       | 100 m            | 10,69    | 4       | n'a pas avancé  | n'a pas avancé  | n'a pas avancé | n'a pas avancé | n'a pas avancé | n'a pas avancé |
| Boevi Lawson (en)                                                       | 200 m            | 21.05    | 3 Q     | 21.47           | 8               | n'a pas avancé | n'a pas avancé | n'a pas avancé | n'a pas avancé |
| Kouami Aholou (en) Boevi Lawson (en) Kokou Franck Amegnigan Kossi Akoto | Relais 4 × 100 m | 39,77    | 10 q    | 39,84           | 7               | n'a pas avancé | n'a pas avancé |                |                |

## Cyclisme
Deux cyclistes ont représenté le Togo en 1992.

### Route
| Athlète           | Événement               | Temps | Rang |
| ----------------- | ----------------------- | ----- | ---- |
| Koku Ahiaku (en)  | Course sur route hommes | DNF   | DNF  |
| Komi Moreira (en) | Course sur route hommes | DNF   | DNF  |